# الاحتجاجات الجامعية المؤيدة لفلسطين
الاحتجاجات الجامعية المؤيدة لفلسطين او الاحتجاجات الجامعية المتضمانه مع فلسطين، هي موجه من الاحتجاجات الطلابية المؤيدة لفلسطين  شهدتها مختلف الجامعات عبر العالم،بدأت هذه الاحتجاجات بعد فترة قصيرة من بدء الحرب الفلسطينية الإسرائيلية في عام 2023. وازدادت حدَّة الاحتجاجات المؤيدة للقضية الفلسطينية في الجامعات الأمريكية خلال أبريل عام 2024، مع إنتشار تحقيقات حول جرائم حرب يزعم ان الجيش الإسرائيلي ارتكبها، وتزامنا مع جلسات محاكم العدل الدوليه بخصوص قطاع غزه وقتها. انتشرت في الولايات المتحدة وبعض الدول الأخرى، كجزء من احتجاجات أوسع على الحرب الإسرائيلية على قطاع غزة، طالب فيها المتظاهرون بسحب استثمارات الجامعة من إسرائيل بسبب الإبادة الجماعية ضد الشعب الفلسطيني إضافه الى وقف السياسات الداعمه لإسرائيل وقطع العلاقات بالمؤوسات الاسرائيليه المتورطه في الإبادة الجماعيه.
تم اعتقال اكثر من 3 الالف طالب وطاقم تدريسي في اكثر60 من الجامعات الأمريكيه وحدها خلال الاحتجاجات وقمعها،
في الولايات المتحدة اعتقلت الشرطة أكثر من 3000 متظاهرًا،  بمن فيهم أعضاء هيئة التدريس والأساتذة والطلاب،  في أكثر من ستين حرمًا جامعيًّا. علمًا أن الاحتجاجات المؤيدة لفلسطين في الجامعات الأمريكية كانت تحدث بين فترة وأخرى وعلى نطاق أصغر لعدة سنوات.
في السابع من مايو/ايار 2024 انتشرت الاحتجاجات في العديد من الدول الاروبيه، مما ادى لموجه اعتقالات شديده في هولاندا، بحلول 12 مايو/ايار 2024 كان قد تم افتتاح 20 خيمه احتجاجيه في جامعات في المملكه المتحده، أستراليا وكندا.
أطلق بعض المتظاهرين على هذه الحركة اسم "الانتفاضة الطلابية". تُشير التقارير إلى أن بعض الجامعات قد اتخذت إجراءات صارمة ضد الطلاب المشاركين في الاحتجاجات، فعلى سبيل المثال بدأت جامعة كولومبيا بفصل الطلاب المشاركين في التظاهرات الداعمة لفلسطين، مما أثار جدلاً حول حرية التعبير والحق في الاحتجاج السلمي.
واصل الطّلّاب في جامعة كولومبيا في نيويورك اعتصامهم المفتوح في مخيم نصبوه في الجامعة احتجاجًا على ما يعتبرونه إبادة جماعية للشعب الفلسطيني. لتمهل بعدها الجامعة الطلاب المعتصمين 48 ساعة لإنهاء اعتصامهم داخل الحرم الجامعي. وبدأ التصعيد بعد الاعتقالات الجماعية في حرم جامعة كولومبيا، بسماح من رئيسة الجامعة نعمت مينوش شفيق، واعتقال مجموعة من الطلبة والأساتذة من بينهم الأكاديمي والروائي العراقي سنان أنطون.
تشير تقديرات إلى أن هذه الاحتجاجات تعكس عن تحول في موقف الشاب الأمريكي تجاه القضية الفلسطينية، وزيادة في نقد الحكومة الأمريكية وسياستها تجاه إسرائيل. وقد اتسعت الاحتجاجات الجامعية المؤيدة لفلسطين في العالم على سبيل المثال في اليابان انضمت جامعات طوكيو وصوفيا وتاما آرت وكريستان الدولية وهيروشيما إلى الحراك الطلابي العالمي المساند لفلسطين.
تتنوَّع المطالب المختلفة للاحتجاجات من قطع العلاقات المالية مع إسرائيل، والشفافية بشأن العلاقات المالية، وإنهاء الشراكة مع المؤسسات الإسرائيلية، والعفو عن المتظاهرين. وقد قامت الجامعات بإيقاف الطلاب المتظاهرين وطردهم، وفي بعض الحالات طردتهم من مساكنهم في الحرم الجامعي. واعتمدت بعض الجامعات على الشرطة لتفكيك المخيمات بالقوة وإنهاء احتلال المباني، بينما عقدت جامعات أخرى اتفاقيات مع المتظاهرين لتفكيك المخيمات. وتشمل الجامعات التي قطعت أو أوقفت علاقاتها مع المؤسسات الإسرائيلية، أو الشركات المرتبطة بإسرائيل والأراضي المحتلة، جامعة ولاية بورتلاند،  وكلية ترينيتي في دبلن،  وجامعة هلسنكي،  وجامعة كوبنهاغن،  وجامعة غنت. كما أدت المخيمات إلى إغلاق جامعة كولومبيا،  وجامعة هامبولت،  وجامعة أمستردام؛  والإضرابات المتواصلة التي يقوم بها العاملون الأكاديميون في الجامعات في كاليفورنيا؛ وإلغاء عدد قليل من حفلات التخرج الجامعية في الولايات المتحدة، مع حدوث احتجاجات في احتفالات مختلفة.
أبدت أكثر من مئتي مجموعة مختلفة دعمها للاحتجاجات الجارية في الجامعات،  بالإضافة إلى السيناتور الأمريكي المستقل بيرني ساندرز، والعديد من أعضاء الكونجرس، والعديد من النقابات العمالية،  ومئات من موظفي الجامعات في المملكة المتحدة،  والمرشد الأعلى الإيراني علي خامنئي. وقد لاقى رد فعل الشرطة على هذه الاحتجاجات انتقادات من قِبَل العديد من السياسيين الديمقراطيين،  ومنظمات حقوق الإنسان. وقد شارك ما يُقَدَّر بنحو 8% من طلاب الجامعات في هذه الاحتجاجات، والتي ظلت غير عنيفة بنسبة 97% منها. ويؤيد 28-40% من الأمريكيين هذه الاحتجاجات، فيما تعارضها نسبة 42-47% منهم. وقد تمت مقارنة هذه الاحتجاجات بحركة الاحتجاج المناهضة لحرب فيتنام واحتجاجات عام 1968.
أثارت هذه الاحتجاجات مخاوف لدى مؤيدي إسرائيل وبعض الطلاب اليهود واتهموها بانها فزاعة معاداة السامية أثناءها أو حولها،  مما دفع بعض القادة للإدانة، بمن فيهم الرئيس الأمريكي جو بايدن،  ورئيس وزراء هولندا مارك روته،  وبالطبع رئيس الوزراء الإسرائيلي بنيامين نتنياهو، ورئيس الوزراء الأسترالي أنتوني ألبانيز، ورئيس الوزراء البريطاني ريشي سوناك. ومع ذلك أكد العديد من الطلاب وأعضاء هيئة التدريس المشاركين في الاحتجاجات، بمن فيهم بعض اليهود، أن هذه الاحتجاجات ليست معادية للسامية.

## الخلفية التاريخية للحراكات الطلابية
تتشابه مشاهد إخلاء الشرطة الطلاب المعتصمين في جامعة كولومبيا في نيويورك، بما جرى في المظاهرات المناهضة لحرب فيتنام عام 1968 الّتي خرجت من نفس الجامعة.

## مطالب الحراك
يطالب الطلاب المتظاهرون بوقف الحرب على غزّة. عدا عن احتجاجهم على سياسة الجيش الإسرائيلي التي أدت إلى مقتل ما يزيد عن 34 ألف فلسطيني غالبيتهم من النساء والأطفال منذ مطلع الحرب الفلسطينيّة الاسرائيلية 2023. يطالب المتظاهرون جامعاتهم بقطع العلاقات المالية مع الشركات الإسرائيلية وغيرها من الشركات المستفيدة من الحرب. إضافة إلى وقف التعاون مع المؤسسات الأكاديميّة إسرائيليّة.
كما تطالب بالعفو عن المتظاهرين. أدّى ضغط الاسرائيليّ إلى إغلاق جامعة كولومبيا وكال بولي هومبولت. كما أوقفت جامعة ولاية بورتلاند العلاقات المالية مع شركة بوينغ، بسبب علاقاتها مع إسرائيل. كما وافقت كلية ترينيتي في دبلن على إنهاء بعض الاستثمارات في إسرائيل. الشركات. كما أبرمت عدة جامعات أخرى اتفاقيات مع المتظاهرين من أجل تفكيك المعسكرات، إضافة إلى إلغاء حفلات التخرج في بعض الجامعات. كما أوقفت الجامعات طلابها عن العمل، وطردت بعضهم أيضًا.

## المشاركون
نظّم بعض الاحتجاجات من قبل مجموعات مثل "الصوت اليهودي من أجل السلام"، التي تأسست عام 1996 كمنظمة يهودية تقدمية مناهضة للصهيونية، التي تأسست خلال حرب غزة عام 2014. إضافة إلى مجموعة طلاب من أجل العدالة في فلسطين (SJP)، والتي تضم أكثر من 200 فرع في أمريكا الشمالية. في أواخر عام 2023، تم حظر أو تعليق فروع SJP في الحرم الجامعي في جامعة برانديز، جامعة كولومبيا  وجامعة روتجرز. وفي فلوريدا، صدرت أوامر بحل الفروع. ردًا على ذلك، رفعت فروع SJP في جامعة فلوريدا وجامعة جنوب فلوريدا دعاوى قضائية فيدرالية. كما تعرض الطلاب المؤيدون للفلسطينيين أيضًا للاستقصاء من قبل منظمة الدقة في الإعلام في جامعة هارفارد، وكولومبيا، وجامعة ييل.
يشمل المشاركون الطلاب وأعضاء هيئة التدريس والأفراد من خارج الحرم الجامعي من خلفيات مختلفة،  بمشاركة كل من اليهود والمسلمين. قال الناشطون المؤيدون للفلسطينيين في جامعة كولومبيا إن حركتهم معادية للصهيونية. كما نظمت مجموعات مناهضة للصهيونية عدة احتجاجات في الحرم الجامعي. بالنسبة الى جيروزاليم بوست، أعلن المتظاهرون في جامعة هارفارد في مؤتمر صحفي أن حركة احتلال الحرم الجامعي هي "انتفاضة طلابية"، وهو مصطلح ردده المتظاهرون في جامعة جورج واشنطن، جامعة ستانفورد وجامعة إنديانا بلومنجتون. كذلك؛ فلسطينيين في غزة، بينما يدعون إلى تصعيد الاحتجاجات. حدد المتظاهرون العديد من الأهداف الأخرى التي تحفزهم، مثل مناهضة العنصرية، والتقاطعية، ومناهضة الاستعمار، ومعاداة الإمبريالية، والشرطة، وتأثير تغير المناخ، وحقوق السكان الأصليين. في كولومبيا، تم إدراج الشعارات الثورية الماوية على السبورات بين المتظاهرين الذين خرقوا قاعة هاميلتون.
وانتقد المحتجّون دعم جو بايدن وإدارته لإسرائيل. استضافت الاحتجاجات دروسًا تعليمية وصلاة بين الأديان وعروضًا موسيقية. دعت بعض الاحتجاجات الناس للقيام بجولة أو التحدث، مثل المصور الصحفي الفلسطيني معتز عزايزة، الذي تمت دعوته لحضور احتجاج كولومبيا وزاره. وقالت الناشطة الفلسطينية ليندا صرصور: "هؤلاء الشباب يؤكدون من جديد ويظهرون أن المد يتغير في فلسطين، وأن الشعب الفلسطيني متضامن ليس فقط عبر الولايات المتحدة الأمريكية، ولكن في جميع أنحاء العالم".

## الحراك في جامعات أخرى
أمّا في جامعة ولاية تكساس اعتقلت الشرطة حوالي 10 طلاب عقب احتجاجهم داخل حرم جامعة أوستن. أمّا قوات مكافحة الشغب قامت بالتصدي للمتظاهرين، فيما استخدم بعض أفراد الشّرطة الهراوات لتفريقهم. كما تلقى المحتجون تهديدات بمواجهة تهم جنائية بالتعدي على ممتلكات الغير في حال إصرارهم على التظاهر.أمّا طلاب جامعة جنوب كاليفورنيا في لوس أنجلوس قد اشتبكوا مع عناصر الشرطة خلال محاولتهم إزالة الخيام التي نصبوها وسط الحرم الجامعي ليعتقل عدد منهم. أشارت شبكة "إيه بي سي" الأميركية أنّ طلابًا مؤيدين للفلسطينيين في جامعة هارفارد أنشؤوا مخيما احتجاجيا في إحدى ساحات الجامعة، منتقدين الجامعة بتكميم الأصوات المناهضة للممارسات الإسرائيلية.
كما شهدت جامعات أخرى احتجاجات مماثلة ونصب فيها المخيمات، منها جامعة براون في مدينة بروفيدنس، وجامعة ميشيغان في مدينة آن أربور، ومعهد ماساتشوستس للتكنولوجيا في كامبردج وجامعة كاليفورنيا بوليتكنك في مدينة هومبولت. إضافة إلى جامعات أخرى مثل، وجامعة "إمرسون"، الذين نصبوا الخيام في الحرم الجامعي في كامبريدج وبوسطن. كذلك، جامعة "ييل"، اعتقلت الشرطة الأمريكية عشرات الطلاب، خلال محاولتها فض اعتصام مندد بالدعم الأمريكي لإسرائيل في الحرب على غزة.

## قائمة الاحتجاجات الداعمة
تصاعدت الاحتجاجات في 17 أبريل، بدءًا من حرم جامعة كولومبيا. لتتبعها باقي الجامعات في 45 ولاية من أصل 50 وفي مقاطعة كولومبيا، مع حدوث معسكرات أو إضرابات أو اعتصامات في ما يقرب من 140 حرمًا جامعيًا أمريكيًا اعتبارًا من 6 مايو. في 7 مايو/أيار، انتشرت الاحتجاجات بشكل أكبر في الجامعات الأوروبية بعد الاعتقالات الجماعية في جامعة أمستردام. بما في ذلك الحرم الجامعي في جامعة لايبزيغ في ألمانيا، وجامعة ساينس بو في فرنسةوجامعة غنت في بلجيكا. اعتبارًا من 8 مايو، اندلعت الاحتجاجات في أكثر من 25 دولة.
انتشرت المظاهرات في البداية في الولايات المتحدة في 22 أبريل، عندما بدأ الطلاب في العديد من الجامعات على الساحل الشرقي - بما في ذلك جامعة نيويورك، وجامعة ييل، وكلية إمرسون، ومعهد ماساتشوستس للتكنولوجيا (MIT)، وجامعة تافتس، بالإضافة إلى تعرضهم لاعتقالات جماعية في نيويورك وفي ييل. ظهرت الاحتجاجات في جميع أنحاء الولايات المتحدة لاحقًا، مع إنشاء معسكرات احتجاج في أكثر من 40 حرمًا جامعيًا. في 25 أبريل، حدثت اعتقالات جماعية في كلية إيمرسون، وجامعة جنوب كاليفورنيا، وجامعة تكساس، مع انتشار الاحتجاجات إلى أوروبا وأستراليا وكندا.
أدت حملة القمع المستمرة في 27 أبريل إلى اعتقال ما يقرب من 275 شخصًا في واشنطن والشمال الشرقي وولاية أريزونا وجامعة إنديانا بلومنجتون. وكان العديد من الأساتذة من بين المعتقلين في جامعة إيموري،  وفي جامعة واشنطن في سانت لويس، تم اعتقال موظفي الجامعة. في 28 أبريل، نُظمت احتجاجات مضادة في معهد ماساتشوستس للتكنولوجيا، وجامعة بنسلفانيا، وجامعة كاليفورنيا، لوس أنجلوس (UCLA). في 30 أبريل، تم القبض على ما يقرب من 300 متظاهر في جامعة كولومبيا وكلية مدينة نيويورك؛ وهاجم المتظاهرون المناهضون لإسرائيل الاحتجاجات في الحرم الجامعي لجامعة كاليفورنيا. لاحقًا اعتقل أكثر من 200 شخص من جامعة كاليفورنيا. تلا ذلك مئات الاعتقالات في مايو. لا سيما في معهد شيكاغو للفنون، وجامعة كاليفورنيا، وسان دييغو، ومعهد الموضة للتكنولوجيا في نيويورك. حيث وصل عدد المعتقلين الى أكثر من 2000 متظاهر خلال اسبوعين من بدأ الاحتجاجات المضامنة مع فلسطين.
نتيجة للاحتجاجات، حوّلت جامعة كولومبيا إلى التّعليم البعاديّ حتّى نهاية الفصل الدّراسيّ. شجعت الاحتجاجات المزيد من الاحتجاجات في العديد من الجامعات متعددة. اتهمت المتظاهرون بمعاداة السّاميّة، إضافة إلى الادّعاء أنّ هذه المظاهرات خارجيّة وليست من طلّاب الجامعة. كما أعلنت إدارة الجامعة إلغاء حفل التخرج المقرر في 15 مايو.

## العنف ضد المتظاهرين

### عنف الشّرطة
ورد أنّ شرطة لوس أنجلوس أطلقت على المتظاهرين لإخلاء معسكر جامعة كاليفورنيا. وصف رد الشرطة على الطلاب المتظاهرين بالعنيف، بما في ذلك وصف الأمم المتحدة لهذه الاجراءات. استخدمت أقسام الشرطة مجموعة من الطّرق، بما في ذلك تفريق الحشود بالخيّالة وشرطة مكافحة الشغب، ورمي قنابل الفلفل، إضافة إلى الصواعق الكهربائيّة، والاعتقالات الجماعية  وإخلاء خيام الاحتجاج غير المصرح بها، وضرب الطلبة والأساتذة. كما انتشر القناصة على الأسطح في جامعة ولاية أوهايو. بحسب شبكة سي إن إن، فإن بعض الصحفيين الذين يغطون الاحتجاجات تعرضوا "للاعتداء والاعتقال ومنعوا من الوصول" من قبل الشرطة. كما واجه المحتجّون العنف من المتظاهرين المعارضين. تم نقل أحد المتظاهرين في جامعة كولومبيا إلى المستشفى بعد أن صدم متظاهر معارض بسيارته مجموعة من المحتجّين.
وجد تقرير صادر عن مشروع بيانات مواقع الصراعات المسلحة والأحداث أن تدخلات الشرطة في احتجاجات الطلاب الأمريكيين المرتبطة بقضايا الصراع زادت أربعة أضعاف في أبريل. وزادت السلطات بشكل ملحوظ من عمليات الاعتقال والتفريق القسري، خاصة في الاحتجاجات التي شارك فيها متظاهرون مضادون. ومع ذلك، في الأحداث التي لم يتم فيها التصدي للمحتجين الطلابيين، كانت الشرطة أكثر عرضة للتصرف ضد الاحتجاجات المؤيدة لفلسطين، حيث فعلت ذلك أكثر بأربع مرات من تلك التي كانت تفعلها ضد المسيرات المؤيدة لإسرائيل. كما وجد التقرير أن 99% من الاحتجاجات الطلابية منذ أكتوبر/تشرين الأول ظلت سلمية.

### عنف المؤيّدين لإسرائيل
هاجمت مجموعة من المؤيّدين لإسرائيل خيام المحتجّين في حرم جامعة كاليفورنيا في لوس أنجلوس في 30 أبريل 2024، في محاولة لاختراق الحواجز المحيطة بالمخيم. وحمل المهاجمون، الذين ورد أنهم أتوا من خارج الحرم الجامعي، الأعلام الإسرائيلية واعتدوا على الطلاب بالعصي والحجارة والأعمدة والسياج المعدني ورذاذ الفلفل. قاموا بتشغيل صوت عالٍ لطفل يبكي، وألقوا الخشب وحاجزًا معدنيًا داخل المخيم، وأطلقوا الألعاب النارية عند الخيام. ودعا المتظاهرون المناهضون إلى "النكبة الثانية"، في إشارة إلى التطهير العرقي للفلسطينيين في عام 1948.
أصيب إثر هذه الأحداث 15 شخصًا، من بينهم شخص نُقِل إلى المستشفى. وصف الطلاب الصحفيون في صحيفة ديلي بروين استهدافهم من قبل المتظاهرين المناهضين وتعرضوا للضرب والركل والضرب. وقال شهود إن شرطة لوس أنجلوس تدخلت بعد ما يقرب من أربع ساعات من الهجمات التي شنها المتظاهرون المناهضون لإسرائيل.

## ردود فعل أمريكية
وقد تعرضت رئيسة جامعة كولومبيا نعمت شفيق لانتقادات من بعض الجهات المانحة البارزة للجامعات ومجموعات الخريجين وأعضاء في الكونغرس الأميركي معظمهم من الجمهوريين. وطالبها بعضهم بالاستقالة لعدم قدرتها على إنهاء الاحتجاج واصفين المخيم بأنه معاد للسامية. كما طالب رئيس مجلس النواب الأميركي مايك جونسون وعدد من أعضاء المجلس نعمت شفيق بالاستقالة ما لم تتمكن على الفور من إنهاء ما وصفه بالفوضى الجارية في حرم الجامعة، مشيرًا أنّ الكونغرس الأميركي لن يقف صامتا إزاء التهديدات التي تستهدف الطلبة اليهود. أمّا الرئيس الأميركي جو بايدن أشار بأنّ حرية التعبير والنقاش وعدم التمييز أمور مهمة في الحرم الجامعي.
كما دعا سيناتوران من الكونغرس الأمريكي لاستخدام وحدات "الحرس الوطني" للتصدي للمناهضين لـ"إسرائيل" في جامعة كولومبيا. كما أبرق السيناتور الجمهوري جوش هولي برسالة إلى الرئيس الأمريكي جو بايدن ادعى أن طلاب جامعة كولومبيا يشكلون "خطرا على الطلاب اليهود الأمريكيين" بسبب التظاهرات المناهضة لـ"إسرائيل". ووصفها هولي التظاهرات في الجامعة بأنها "معادية للسامية". كما دعا هولي، بايدن إلى تحريك الحرس الوطني واستخدام الإجراءات الضرورية الأخرى لضمان سلامة يهود أمريكا الطلاب منهم والمواطنين. إضافة إلى زعم السيناتور الجمهوري توم كوتن في منشور له على منصة إكس أنه يجب وقف "البوغروم" الجديد في جامعة كولومبيا. يجدر بالذّكر، أنّ "البوغروم"، تسمية روسية الأصل تدل على شكل من أشكال الشغب الموجه ضد جماعة معينة، سواء كانت عرقيه أو دينية أو غيرها. كما أكد كوتن أنه إذا لم يرسل عمدة نيويورك الشرطة، ولم يحرك حاكم ولاية نيويورك وحدات الحرس الوطني للتدخل في المظاهرات، فإنه يرى أن بايدن يتحمل مسؤولية تفريق المتظاهرين.

## مشروع قانون "التطبيع مع معاداة السامية"
يأتي مشروع القانون في أعقاب المظاهرات الطلابية في الجامعات الامريكية، الّتي انتقلت إلى جامعات أخرى مطالبة بوقف الحرب الفلسطينية الاسرائيلية 2023، تحسّبًا -وفق الدّاعين للسّن القانون- من "التطبيع مع معاداة للسامية"، إذ يعتبر مؤيدو مشروع القانون أنه يهدف إلى إنهاء نشاطات يعتبرونها معادية للسّاميّة. أمّا من جانب معارضي مشروع القانون أنّه يقمع الانتقادات المشروعة لإسرائيل.
تتهم جزء من الطبقة السياسية الأمريكية الطلاب المتظاهرين في الجامعات "بمعاداة السامية"؛ لرفعهم شعارات تدعو لوقف الحرب. بالمقابل، يقول منتقدو مشروع القانون إن هذا التعريف يحظر انتقادات مشروعة لإسرائيل، وهو أمر يدافع عنه التحالف الدولي لإحياء ذكرى الهولوكوست IHRA.
حسب كينيث ماركوس، رئيس مركز برانديز لحقوق الإنسان ومسؤول الحقوق المدنية بوزارة التعليم في عهد إدارة دونالد ترامب، فإن مشروع القانون، إذا مُرّر سيكون أداة مفيدة في الجامعات نظرا للمظاهرات الأخيرة في الجامعات. وأوضح ماركوس في بيان: "من وجهة نظر فيدرالية، لن يغير هذا التشريع الممارسة الحالية بقدر ما سيعززها"، مشيرا إلى أن إدارتي بايدن وترامب عملتا على مكافحة معاداة السامية في الجامعات. "ولكن من وجهة نظر جامعية، هناك عدد قليل من الجامعات الأمريكية التي تطبق تعريف IHRA باستمرار في الحالات المناسبة. وهذا التشريع يجب أن يضع حدا لذلك".
من جانبها، أعربت جماعة "أمريكيون من أجل السلام الآن" -الدّاعمة لإسرائيل- عن قلقها من أن يستخدم مشروع القانون، "كسلاح ضد ملايين الأمريكيين، بما في ذلك العديد من الأمريكيين اليهود، الذين يعترضون على قرارات حكومة نتانياهو"، نظرًا لسلوك رئيس الوزراء الإسرائيلي نتنياهو في الحرب.
يشار إلى أنّ الباب السادس من قانون الحقوق المدنية الأمريكي لعام 1964 يحظر التمييز في الكليات والجامعات الممولة اتحاديا على أساس "العرق أو اللون أو الأصل القومي"، بهدف حماية السود في المقام الأول. وفي عام 2004،  قررت وزارة التعليم أن توسع القانون كي يشمل اليهود أيضًا.
وفق المحكمة الأمريكية العليا، فإن الاحتجاجات مثل التي تجري خلال فترة الحرب الفلسطينية الاسرائيلية 2023 يمكن أن تعتبر تمييزًا ضد اليهود إذا كانت "شديدة" ومنتشرة " لدرجة حرمان الطلاب اليهود من "المساواة في الوصول إلى موارد وفرص المؤسسة". لذا؛ جاء مشروع القانون الذي أصدره مجلس النواب في أعقاب الاحتجاجات حثًّا لوزارة التعليم على استخدام تعريف لمعاداة السامية.
تمُرّر مشروع القانون بأغلبية 320 صوتا مقابل 91، ومن شأنه تبني التعريف والأمثلة التي وضعها التحالف الدولي لإحياء ذكرى الهولوكوست، وتشمل "حرمان الشعب اليهودي من حقه في تقرير المصير" و"تطبيق المعايير المزدوجة" على إسرائيل.

## ردود الفعل الإسرائيلية
علّق رئيس الوزراء الإسرائيلي بنيامين نتنياهو أنّ هذه الاحتجاجات معادية للسامية وشبهها بألمانيا في فترة الثلاثينيات من القرن الماضي. وقال نتنياهو في تسجيل مصور إنه يجب إدانة سلوك الطلاب في الجامعات الأميركية ورد فعل بعض الجامعات، ودعا المسؤولين المحليين والفدراليين إلى التدخل. كما، دعا وزير الدفاع الإسرائيلي يوآف غالانت إلى وقف المظاهرات، وزعم -في منشور عبر منصة إكس- أن المظاهرات التي تشهدها الجامعات في الولايات المتحدة معادية للسامية وتحرّض على الإرهاب.
وبدوره، ادعى وزير الأمن القومي إيتمار بن غفير، أنّ يهود الشتات يعانون حاليًا من موجة شديدة من معاداة السامية في المجتمعات والجامعات في الولايات المتحدة وأوروبا والعالم. لكن القيادي في حركة المقاومة الإسلامية (حماس) عزت الرشق، فقد اتهم الإدارة الأميركية بـ"انتهاك الحقوق الفردية وحق التعبير" بشأن رفضها مظاهرات طلبة جامعيين يعارضون "الإبادة الجماعية" الإسرائيلية في قطاع غزة.

### ردود فعل أكاديميّة إسرائيليّة
نشرت صحيفة هآرتس مقالًا كتبته طالبة إسرائيليّة تدرس في جامعة كولومبيا مقالًا، فنّدت فيه كل الادعاءات التي ادّعاها الإعلام والأكاديميون الإسرائيليون أنّ هذه المظاهرات تستهدف اليهود لكونهم يهودًا تحت ادعاء اللاسامية، مؤكدة أن لا خطر تشعر به بتاتًا من قبل هؤلاء الناشطين الداعمين لفلسطين في الجامعات الأميركية.
بل إنّ أكثر ما يخيفها هو تحويل الجامعات إلى ثكن عسكرية يدخلها رجال الشرطة مدرعين، بينما تراقب الطائرات الحرم الجامعي وكأنها في ساحة حرب، بل ونقضت كل هذه الادعاءات بأن الطلاب اليهود الذين تم المعتدى عليهم والمعتقلين من المتظاهرين الداعمين لفلسطين، وأنها لا تشعر أي تهديد من المتظاهرين.
وأشار أكثر من ثلث الباحثين الإسرائيليين في استطلاع قامت عليه مؤسسة "الأكاديمية الوطنية الإسرائيلية" في يناير الماضي أنّ علاقاتهم الأكاديميّة على مستوى العالم تضرّرت بشكل كبير، إثر الحرب الأخيرة على قطاع غزة، وهو ما ازداد في الأشهر الثلاثة الأخيرة، وهو ما يراه وصرح عنه كبار الباحثين الإسرائيليين بكونه ضربة قوية للأكاديميا الإسرائيلية، التي تشكّل متنفسًا اقتصاديًا وأكاديميًا ممّا جعلها مرموقة عالميًّا.

## ردود فعل دولية

### الولايات المتحدة
في 22 أبريل، انتقد جو بايدن الاحتجاجات وأدانها، ووصفها بأنها معادية للسامية، مصرّحًا أنّهم "لا يفهمون ما يحدث مع الفلسطينيين". كما صرّح الرئيس السابق دونالد ترامب، أن مسيرة العنصريين البيض عام 2017 في كانت شارلوتسفيل بولاية فيرجينيا "فول سوداني" مقارنة بالاحتجاجات المستمرة. تحدث رئيس مجلس النواب مايك جونسون في كولومبيا في 24 أبريل قائلاً إن "الكونغرس لن يصمت حيث من المتوقع أن يحاول الطلاب اليهود النّجاة بحياتهم والبقاء في منازلهم بعيدًا عن دراستهم مختبئين خوفًا على أنفسهم". وأدان زعيم الأغلبية في مجلس الشيوخ تشاك شومر " "الفوضى" خلال الاحتجاجات في جامعة كولومبيا، قائلًا إنه "من غير المقبول أن يتم استهداف الطلاب اليهود لكونهم يهودًا، عندما تظهر الاحتجاجات إساءة لفظية أو ترهيبًا ممنهجًا أو تمجيدًا لحماس القاتلة والبغيضة أو أعمال العنف التي وقعت في 7 أكتوبر".
أدان حاكم فلوريدا رون ديسانتيس الوضع في جامعة كولومبيا والجامعات الأخرى. كما صرح حاكم ولاية تكساس جريج أبوت: "إنّ المتظاهرين "مكانهم السّجن" واستمر في الادعاء بأنّ الاحتجاجات كانت "كانت احتجاجات كراهية ومعادية للسامية" ويجب طرد أي شخص يشارك فيها". أثار حاكم ولاية بنسلفانيا جوش شابيرو: "انتقادات للكليات والجامعات التي لم تتخذ إجراءات لحماية طلابها، درءًا لأحداث معادية للسّامية. ووصف الزعيم الجمهوري في مجلس الشيوخ ميتش ماكونيل الاحتجاجات بأنها "وضع خطير" وذكر أن "هذا معاداة للسامية، وهو أمر غير مقبول على الإطلاق". واتهم ماكونيل "الطلاب المتطرفين" بدعم حماس. نشر العديد من السياسيين والمعلقين المحافظين نظرية المؤامرة المعادية للسامية بأن جورج سوروس موّل الاحتجاجات، بما في ذلك مايك جونسون، وتيد كروز، وإيرا ستول، وإيزابيل فنسنت، وكاري ليك".
بعد الاعتقالات الجماعية في جامعة تكساس في 24 أبريل، أعرب الكثيرون عن رفضهم لطريقة تعامل أبوت مع إجراءات الّتي اتخذتها الشرطة مع المحتجّين. ادعى الديمقراطيون في ولاية تكساس أن إدارة أبوت للسلامة العامة كانت لديها "شجاعة أكبر لاعتقال الطلاب المتظاهرين السّلمييين مما كانت عليه عندما دخل مطلق النار النشط إلى مدرسة ابتدائية في أوفالدي". كما انتقدت النائبة ألكساندريا أوكاسيو كورتيز نشر الشرطة ضد احتجاج جامعة كولومبيا، ووصفت القرار بأنه "عمل تصعيدي ومتهور وخطير". وقال فرح خان عمدة مدينة إيرفاين بولاية كاليفورنيا: "أطلب من سلطات إنفاذ القانون لدينا التنحي. ولن أتسامح مع أي انتهاكات لحقوق طلابنا للتّظاهر السلمي والاحتجاج".
أصدر فرع الحزب الديمقراطي في مقاطعة فيرفاكس بيانًا يدين اعتقال الطلاب في مدارس فيرجينيا. أصدر ممثلو فرجينيا روزيا هنسون، وجوشوا كول، وأديل مكلور، وناداريوس كلارك، وصدام سليم بيانًا مشتركًا إدانة لاعتقال الطلاب المتظاهرين في فرجينيا. بعد زيارة المعسكر في جامعة بنسلفانيا، قال المدعي العام لمنطقة فيلادلفيا لاري كراسنر "التعديل الأول يأتي من هنا، هذه فيلادلفيا، ليس علينا أن نفعل غبيًا كما فعلوا في كولومبيا." وكتبت سارة جاكوبس على منصّة X: "أشعر بقلق عميق من أن الرد على الاحتجاجات السلمية في جامعة كاليفورنيا في سان دييغو يتمثل في استدعاء شرطة مكافحة الشغب"، وأضافت: "الرد العسكري يزيد من تصعيد الوضع ولا يساعد في الحفاظ على سلامة الطلاب".
وفي كلمتها أمام الطلاب في جامعة مدينة نيويورك في 26 أبريل، أشادت الناشطة السياسية السوداء المسجونة موميا أبو جمال بالاحتجاجات قائلة: "إنه لأمر رائع أنكم قررتم عدم الصمت وقررتم التحدث علنًا ضد القمع الذي ترونه بأم أعينكم، معلنةً أنّ المتظاهرين على الجانب الصحيح من التاريخ". أيّد حزب الديمقراطيين الأمريكيين -الجناح الطلابي- الاحتجاجات وانتقد رد فعل الرئيس بايدن على الاحتجاجات. أشار ممثل ولاية ماساتشوستس مايك كونولي: "أنا هنا حقًا للتضامن مع هؤلاء المتظاهرين، وآمل أن تحترم إدارة معهد ماساتشوستس للتكنولوجيا حرية التعبير وتحترم تقاليد المعارضين في هذا البلد، وخاصة المعارضين للحرب، وهو ما يحدث بالفعل".

### تعقيب إيران
عقّبت إيران على الحراك الطلابي في الولايات المتحدة الداعم لوقف اطلاق النّار في غزة والمندد بالعدوان الإسرائيلي، حيث قال المتحدث باسم وزارة الخارجية الايرانية، ناصر كنعاني: "إنه من الضروري أن تلتزم الحكومة الأمريكية بتعهداتها في مجال حقوق الانسان وتضمن حرية الرأي والتعبير والتجمع لطلاب الجامعات والأساتذة وتحترم مطالبهم وحقوقهم القانونية".
عقّب عبد الرضا فرجي راد، سفير إيران السابق لدى المجر والنرويج، أنّها كانت صادمة للغرب، وقال: "إن المظاهرات الطلابية الضخمة في أمريكا ضد سياسات دعم هذا البلد للكيان الإسرائيلي، والتي إنطلقت شرارتها الاولى من جامعة كولومبيا في نيويورك ويقال أنها تغطي 50 جامعة، هو حدث نادر لم يسبق له مثيل. وأشار إلى الاحتجاجات المماثلة التي قام بها طلاب جامعة كولومبيا في العقود الماضية ضد الوجود العسكري الأمريكي في فيتنام، كما أشار إلى أنّ: "إن ما يميز التظاهرات الطلابية الأمريكية الجديدة أنها مرتبطة بالقضية الحيوية في الشرق الأوسط، وهي القضية الفلسطينية".
كما وصف فرجي راد أنّ المساس بإسرائيل من المحظورات لدى الدول الغربية. كما أشار إلى أنّ: "أمريكا، مثل العديد من الدول الغربية، رغم ادعاءها بالديمقراطية والليبرالية، إلا أن هناك محرمات، إحداها قضية الصهيونية وإسرائيل؛ أي أنه لا يجوز مناقشة هذه القضايا لا في أمريكا ولا في أوروبا، ولكن نلاحظ تحطيم هذه الخطوط الحمراء واجتيازها؛ لأن تفكير الجيل الجديد يختلف عن تفكير الجيل القديم سواء في الحزب الجمهوري أو في الحزب الديمقراطي على حد سواء. هؤلاء الناس لا يفكرون مثل كبار السن المتقوقعين في البيت الابيض الذين يوجهون السياسة الأمريكية. اليوم، الفضاء الافتراضي ووسائل الإعلام المتعددة جعلت الشباب يحللون القضايا بأنفسهم. في الأشهر الستة الماضية، أدرك هؤلاء الشباب ما هي الجرائم التي ارتكبتها إسرائيل خلف قناع أكبر ديمقراطية في الشرق الأوسط".
كما تابع سفير إيران السابق في المجر: "الكيان الذي يدعي أنه أكبر ديمقراطية في الشرق الأوسط دمر أرضا مساحتها 40 كيلومترًا مربعًا. ولا تزال جثث العديد من الأشخاص تحت التراب والرمال والأسمنت وغيرها من الحطام. وحتى اليوم استشهد أكثر من 35 ألف شخص، ولا يمكن للجيل الجديد في أمريكا أن يتسامح مع المقابر الجماعية وأمثالها".
كما أضاف: "النقطة الأخرى الجديرة بالملاحظة هي دخول الشرطة إلى الجامعة، وخاصة جامعة كولومبيا في نيويورك. تعد جامعة كولومبيا من أعرق الجامعات في العالم والدراسة فيها مصدر فخر وشرف لمن يدرس فيها. ولذلك فإن دخول الشرطة إلى هذه الجامعة وضرب طلابها وأساتذتها وتكبيل أيديهم وسحلهم على الارض، هي أمور نادرا ما تحدث. ورغم أن مثل هذه الصور ربما حدثت فيما يتعلق بقضية السود في امريكا، إلا أننا رأيناها في الماضي، لكن مثل هذه اللقاءات مع الأساتذة والطلاب نادرة جدًا. وبطبيعة الحال، فإن مطالبة المتظاهرين من الحكومة الأمريكية بوقف الدعم المالي والسياسي والتسليحي لإسرائيل هي فريدة من نوعها، إن لم تكن غير مسبوقة ابدًا".
وقال سفير إيران السابق في النرويج: "لقد هدد رئيس جامعة كولومبيا في نيويورك الطلاب مؤخرًا بطردهم من الجامعات ووقف دراستهم إذا واصلوا إضرابهم ولم يزيلوا الخيام. وهذا تهديد كبير يتناقض مع الدستور الأمريكي، وخاصة التعديل الأول لدستور تلك الدولة، وبطبيعة الحال، هذا حدث نادر ويذكر الشعب الأمريكي بعهد ترامب، الذي قام بسلسلة من الأعمال غير القانونية".
قال السّفير الإيرانيّ السّابق لدى المجر والنّرويج: "يبدو من غير المرجح أن يؤخذ تهديد الجامعة الأم أو جامعة كولومبيا على محمل الجد. وفي رأيي أن هذا التهديد لن يؤخذ على محمل الجد فحسب، بل سيؤدي إلى تفاقم هذه الأزمة. خاصة وأن حفل تخرج طلاب جامعة كولومبيا بعد ثلاثة أسابيع وهذا مهم جداً بالنسبة لهم ورئيس تلك الجامعة لا يريد تأجيل ذلك. ولكن يبدو أن هذه الأزمة لن تنتهي خلال ثلاثة أسابيع؛ لأن المتظاهرين لديهم مطالب كبيرة ومن الطبيعي أن تستمر هذه الحالات".
وفي ذات السّياق قال: "الاحتجاجات الطلابية في أمريكا يمكن أن يكون لها تأثير على حرب غزة وتساعد على وقف إطلاق النار. وأضاف "أيضا إذا كان من المرجح أن تهاجم إسرائيل رفح فسوف تقرر ذلك بمزيد من الاهتمام" وأضاف: “دعونا لا ننسى أن أزمة طلابية تتشكل في عدة مدن أوروبية وفي بعض جامعاتها بما في ذلك فرنسا، وإذا استمر التوتر الطلابي في أمريكا لمدة أسبوع آخر، فمن المؤكد أنه سيمتد إلى أوروبا بشكل أوسع".

### تعقيب حماس
أمّا حماس فقد عقّبت أنّ الإدارة الأمريكية والذى واتهمتها بأنها «شريكة بالحرب الوحشية على الشعب الفلسطيني» لا تريد الإقرار أمام رأي عام أمريكي اكتشف حقيقة ما سمته بـ الكيان (..)، مضيفة أن المتظاهرين انحازوا للقيم الإنسانية.

## ردود فعل داعمة
أعربت ما يربو عن 200 مجموعة دعمها للاحتجاجات. بالإضافة إلى السيناتور الأمريكي اليهودي بيرني ساندرز والعديد من الأعضاء التقدميين في الكونغرس. أكّدّ الطلاب اليهود المتظاهرون في كولومبيا على أن الاحتجاجات ليست معادية للسامية. كما تم انتقد رد الشرطة على الاحتجاجات من العديد من الديمقراطيين ومنظمات حقوق الإنسان.

## محاولة فض الاعتصامات
يستمر الحراك الطلابي في الجامعات الأمريكية، بالرغم من فض الاعتصامات بجامعات ولايتي نيويورك وكاليفورنيا. كما تتواصل الاعتصامات في العديد من الجامعات الأمريكية المناهضة للحرب على غزة.
تم تصعيد الوضع في جامعة كولومبيا بشكل كبير حيث قامت شرطة مكافحة الشغب في نيويورك بدخول مبنى "هاميلتون هول" عبر النوافذ، استجابةً لنداء رئيسة الجامعة نعمت شفيق. زعمت شفيق في بلاغها أن الطلاب "يشكلون خطرًا واضحًا وقائمًا على الأداء الجوهري للجامعة". وفي هذا السياق، قامت الشرطة بتوقيف العديد من الطلاب الذين كانوا يحتجون.

## تحليلات
وصفت صحيفة الغارديان الاحتجاجات بأنها "ربما الحركة الطلابية الأكثر أهمية منذ الاحتجاجات المناهضة لفيتنام في الحرم الجامعي في أواخر الستينيات". قورنت الاحتجاجات في جامعة كولومبيا باحتجاجات عام 1968 نظرًا لحجمها وتكتيكاتها، وتكرارًا لحركة 1968. بالنسبة الى الاندبندنتدرس المتظاهرون حركة 1968. قال أحد طلاب جامعة كولومبيا إنّ الطّلبة المنظمين تعلموا من تجارب الأجيال الأكبر سنًا، واصفين الحركة بأنها "مبنية بالكامل" على إرث احتجاجات عام 1968. كما قال مارك رود، الذي قاد الاحتجاجات ضد حرب فيتنام في كولومبيا في الستينيات: "بالنسبة لي، إنه الشيء الأكثر طبيعية في العالم أن ننظر إلى مقتل 34 ألف شخص وتشريد ما يقرب من مليوني شخص في غزة ونقول "يا توقف!"
وقال القادة الطلابيون السابقون في جامعة كولومبيا من حقبة الاحتجاجات ضد الفصل العنصري في الثمانينيات، بمن فيهم المؤسس المشارك عمر البرغوثي والمؤرخة باربرا رانسبي، إن "القضايا المتقاطعة للحرب والعنصرية والاستعمار" كانت نقاط محورية في حركات 1968، الثمانينيات، و2024 – وأن أوجه التشابه واضحة بين الفترات. ذكرت صحيفة نيويورك تايمز أن بعض العلماء يعتبرون الاحتجاجات الحالية مختلفة بشكل صارخ عن تلك المناهضة لحرب فيتنام أو الفصل العنصري في جنوب إفريقيا. وفقًا لتيموثي نفتالي، فإن الاحتجاجات ضد فيتنام في الستينيات لم تسفر عن وجود دائرة انتخابية شعرت بالهجوم كعرقية، و"المظاهرات الآن تخلق شعورًا بعدم الأمان بطريقة أكبر بكثير مما فعلته المظاهرات المناهضة للحرب خلال فيتنام".
وقد صور أصحاب النفوذ اليميني المتطرف وبعض الجمهوريين الاحتجاجات على أنها عنيفة و"استيلاء ماركسي على السلطة" و"إرهاب". أشارت صحيفة نيويورك تايمز إلى أن الاحتجاجات جاءت خلال عام الانتخابات الرئاسية الذي "سخّر فيه الديمقراطيون وعود الاستقرار والحياة الطبيعية للفوز في الانتخابات الأخيرة الحاسمة"، وأن الاحتجاجات تمثل فرصة لإرسال رسائل للجمهوريين لتقسيم الديمقراطيين. لاحظ أستاذ العلوم السياسية بجامعة جونز هوبكنز دانييل شلوزمان أن التركيز الجمهوري على انتقاد الجامعات باعتبارها معاقل للأيديولوجية اليسارية أدى إلى تصوير الاحتجاجات كأمثلة للتطرف في قضايا العرق والجنس وتسليط الضوء عليها كوسيلة لتقسيم التحالف الديمقراطي.
في 28 أبريل، علقت صحيفة نيويورك تايمز بأن الاحتجاجات التي حدثت خارج الولايات المتحدة كانت "متفرقة وأصغر حجمًا، ولم [يبدأ] أي منها حركة طلابية أوسع". تم ذكر "السياق السياسي الحزبي" كسبب لكثافة الاحتجاجات في الولايات المتحدة. تم وصف مكانة كولومبيا باعتبارها إحدى مدارس Ivy League، وقربها من مدينة نيويورك ووسائل الإعلام الإخبارية الوطنية، وعدد سكانها الكبير من الطلاب اليهود، على أنها تغذي اهتمام وسائل الإعلام المتزايد والتدقيق السياسي الذي ساعد في انتشار الاحتجاجات.
في 3 مايو، وصفت الإذاعة الوطنية العامة الاحتجاجات في الخارج بأنها "حركة طلابية عالمية متنامية"، مع تركيز الاحتجاجات الطلابية في المملكة المتحدة على "حملة وطنية رفيعة المستوى بشكل متزايد لإنهاء صادرات الأسلحة البريطانية إلى إسرائيل". بالنسبة الى ان بي سي نيوز، فإن الاحتجاجات في الخارج، المستوحاة من الاحتجاجات في الولايات المتحدة، لم تكن بكثافة الاحتجاجات في الولايات المتحدة. بحلول 7 مايو/أيار، تصاعدت الاحتجاجات في أوروبا بعد الاعتقالات الجماعية في جامعة أمستردام، مع احتلال مباني الحرم الجامعي في ألمانيا وفرنسا وبلجيكا، وإقامة المعسكرات في عدة جامعات أوروبية. وصفت وكالة أسوشيتد برس الاحتجاجات في ساينس بو في باريس بأنها "ترديد صدى لمخيمات مماثلة ومظاهرات تضامنية في جميع أنحاء الولايات المتحدة".
تم انتقاد العديد من الاحتجاجات بسبب معاداة السامية. أكد بعض المتظاهرين أن مثل هذه الادعاءات هي بمثابة سلاح لمعاداة السامية. وأنكروا أن المتظاهرين لا ساميون. تعرضت التغطية الإعلامية للاحتجاج لانتقادات لكونها مثيرة وفشلت في التركيز على مطالب المتظاهرين وتظلماتهم. كما تم انتقاد غياب أصوات الطلاب المتظاهرين في معظم التغطيات الإعلامية.

## انظر ايضا
- الاحتجاجات المؤيدة لفلسطين في الجامعات في هولندا 2024.
- قائمة الاحتجاجات المؤيدة للفلسطينيين في الجامعات 2024.
- قاعه هند.